# Protosphyraena
Protosphyraena is een geslacht van op zwaardvissen lijkende zeevissen, dat wereldwijd bloeide tijdens het Laat-Krijt (Coniacien-Maastrichtien). Hoewel fossiele overblijfselen van dit taxon zijn gevonden in zowel Europa als Azië, is het misschien het best bekend van de afzetting Smoky Hill van de Niobrara Chalk-formatie van Kansas (Laat-Coniacien-Vroeg-Campanien). Protosphyraena was een grote vis van gemiddeld twee tot drie meter lang. Protosphyraena deelde de Krijt-oceanen met aquatische reptielen, zoals Mosasauridae en plesiosauriërs, evenals met vele andere soorten uitgestorven roofvissen. De naam Protosphyraena is een combinatie van het Griekse woord prootos ('vroeg') en Sphyraena, de geslachtsnaam voor barracuda's, aangezien paleontologen Protosphyraena aanvankelijk aanzagen voor een voorouderlijke barracuda. Recent onderzoek toont aan dat het geslacht Protosphyraena helemaal niet verwant is aan de echte zwaardvissen-familie Xiphiidae, maar aan de Pachycormidae.

## Geschiedenis en taxonomie
Zoals het geval is met veel fossiele gewervelde dieren die door 19e-eeuwse paleontologen zijn ontdekt, heeft de taxonomie van Protosphyraena een verwarrende geschiedenis gehad. Fossiele borststekels die tot dit taxon behoren, werden voor het eerst herkend in 1822 uit Krijtafzettingen in Engeland door Gideon Mantell, de arts en geoloog die ook de dinosauriër Iguanodon ontdekte. In 1857 kreeg de vis de naam Protosphyraena ferox door de beroemde Amerikaanse natuuronderzoeker en paleontoloog Joseph Leidy, gebaseerd op de Engelse vondsten van Mantell. Eerder had Leidy een illustratie gepubliceerd van een Protosphyraena-tand uit de Navesinkformatie uit het Krijt van New Jersey (Maastrichtien), maar ten onrechte geïdentificeerd als afkomstig van een dinosauriër. Tijdens de jaren 1870 ontdekte Benjamin F. Mudge, een fossielenverzamelaar die materiaal leverde aan rivaliserende paleontologen Edward Drinker Cope en Othniel Charles Marsh, een aantal exemplaren van Protosphyraena in Niobrara-blootstellingen in de provincies Rooks en Ellis in Kansas en stuurde ze naar het oosten. Tussen 1873 en 1877 benoemde Cope drie soorten op basis van Mudge's exemplaren, die uiteindelijk allemaal zouden worden erkend als behorend tot het geslacht Protosphyraena: Erisichte nitida, Portheus gladius en Pelecopterus pernicciosus. Tussen 1895 en 1903 hebben paleontologen in Amerika en Engeland, waaronder Arthur Smith Woodward (1895), Loomis (1900) en Oliver Perry Hay (1903) in een reeks belangrijke werken het geslacht beoordeeld en veel toegevoegd aan ons begrip van deze vis.
Tegenwoordig worden twee soorten Protosphyraena erkend uit het Niobrara-Krijt van de westelijke Verenigde Staten: Protosphyraena nitida en Protosphyraena perniciosa. Een verdere soort, Protosphyraena bentonianum, werd in 1898 benoemd door Albin Stewart op basis van een exemplaar van de oudere Lincoln-afzetting van de Greenhorn-kalksteen (Laat-Cenomanien). Misschien zijn de oudste overblijfselen van Protosphyraena in Noord-Amerika afkomstig uit de bovenste beddingen van de Dakota Sandstone (Midden-Cenomanien) in Russell County (Kansas) (Everhart, 2005; p. 91).

## Anatomie
In het algemene lichaamsplan leek Protosphyraena op een moderne zeilvis, hoewel hij kleiner was met een korter rostrum, iets minder hydrodynamisch was en volwassen grote bladachtige tanden bezat (volwassenen van levende zwaardvissoorten zijn tandeloos). Volledige skeletten van Protosphyraena zijn relatief zeldzaam, maar in delen van het Niobrara-krijt, de Mooreville-krijtformatie van Alabama en andere geologische formaties, zijn fragmentarische exemplaren vrij algemeen en bevatten ze meestal geïsoleerde tanden, het kenmerkende rostrum en fragmenten van de lange zaag-gerande borstvin, voor het eerst beschreven door Mantell. Gewoonlijk worden delen van de schedel en het postcraniale skelet afzonderlijk gevonden. Deze selectieve conservering kan worden verklaard door het feit dat het skelet van Protosphyraena minder verbeend was dan dat van de meeste beenvissen en de neiging had om door aaseters of verval te worden aangetast voordat het werd begraven en gefossiliseerd (Everhart, 2005; p. 93). Zoals het merendeel van de mariene fauna van het Krijt, stierf Protosphyraena aan het einde van het Mesozoïcum uit; de gelijkenis met de levende zwaardvis is klaarblijkelijk het gevolg van convergente evolutie.